# Вилагроса (Ла Специја)
Вилагроса (итал. Villagrossa) је насеље у Италији у округу Ла Специја, региону Лигурија.
Према процени из 2011. у насељу је живело 106 становника. Насеље се налази на надморској висини од 536 м.